# محمد عبدي يوسف
محمد عبدي يوسف (بالصومالية: Maxamed Cabdi Yuusuf)‏ هو سياسي صومالي، ولد في 1 يوليو 1941 بمدج في الصومال. انتخب رئيسا للوزراء (8 ديسمبر 2003 – 3 نوفمبر 2004).